# مقاطعة دينسور
مقاطعة دينسور (بالصومالية: Degmada Diinsoor)‏ هي مقاطعة في محافظةباي جنوب الصومال، عاصمتها دينسور.

## روابط خارجية
- مقاطعات الصومال
- الخريطة الإدارية لمقاطعة دينسور